# Humber Super Snipe
Humber Super Snipe är en personbil, tillverkad i tre generationer av den brittiska biltillverkaren Humber mellan 1938 och 1967.

## Super Snipe (1938-40)
Den första Super Snipe introducerades hösten 1938. Genom att plocka ned en stor fyraliters motor från Pullman-modellen i den mindre karossen från Snipe-modellen fick bilen utmärkta prestanda. Ett förhållandevis lågt pris gjorde modellen populär.
Produktionen fortsatte under andra världskriget, då Super Snipe användes som stabsbil. Den utgjorde också grunden för en lätt pansarbil.

## Super Snipe Mk I - IV (1945-57)
Super Snipe Mk I var en förstorad version av Humber Hawk. Det fanns även en Snipe-version med mindre 2,7-liters motor.
Mk II från 1948 moderniserades med strålkastarna inbyggda i framskärmarna och individuell framvagnsupphängning med tvärställd bladfjäder. Mk III från 1950 hade något längre kaross.
År 1952 kom Mk IV med moderniserad kaross med utbyggt bagageutrymme och en ny toppventilmotor, baserad på en Commer lastbilsmotor.

### Motor
| Modell   | Motor              | Cylindervolym | Effekt | Bränslesystem   |
| -------- | ------------------ | ------------- | ------ | --------------- |
| Mk I-III | 6-cyl radmotor sv  | 4086 cm³      | 100 hk | Enkel förgasare |
| Mk IV    | 6-cyl radmotor ohv | 4138 cm³      | 116 hk | Enkel förgasare |

## Super Snipe Series I - V (1958-67)
Super Snipe Series I var en helt ny konstruktion med självbärande kaross som den delade med den mindre Hawk-modellen. Motorn kom från Armstrong Siddeley.
1959 kom Series II med större motor och servoassisterade skivbromsar fram.
Series III från hösten 1960 fick modifierad front med dubbla strålkastare och två år senare kom Series IV med starkare motor.
Series V från hösten 1964 modifierades kraftigt, med ny taklinje och större fönsterytor. Motorn fick dubbla förgasare och servostyrning blev standardutrustning. Som märkets flaggskepp infördes den fullutrustade Imperial, med bland annat automatlåda och vinyltak.
Produktionen av de sexcylindriga modellerna upphörde i juli 1967 och därmed försvann de sista stora Humberbilarna. Chrysler Europe ersatte dem med Australien-byggda Valiant-bilar.

### Motor
| Modell  | Motor              | Cylindervolym | Effekt     | Bränslesystem    |
| ------- | ------------------ | ------------- | ---------- | ---------------- |
| S.I     | 6-cyl radmotor ohv | 2655 cm³      | 105 hk     | Enkel förgasare  |
| S.II-IV | 6-cyl radmotor ohv | 2965 cm³      | 121-125 hk | Enkel förgasare  |
| S.V     | 6-cyl radmotor ohv | 2965 cm³      | 129 hk     | Dubbla förgasare |